# Bankura
Bankura è una suddivisione dell'India, classificata come municipality, di 128.811 abitanti, capoluogo del distretto di Bankura, nello stato federato del Bengala Occidentale. In base al numero di abitanti la città rientra nella classe I (da 100.000 persone in su).

## Geografia fisica
La città è situata a 23° 15' 0 N e 87° 4' 0 E e ha un'altitudine di 77 m s.l.m..

## Società

### Evoluzione demografica
Al censimento del 2001 la popolazione di Bankura assommava a 128.811 persone, delle quali 66.333 maschi e 62.478 femmine. I bambini di età inferiore o uguale ai sei anni assommavano a 13.382, dei quali 6.796 maschi e 6.586 femmine. Infine, coloro che erano in grado di saper almeno leggere e scrivere erano 95.142, dei quali 53.543 maschi e 41.599 femmine.